# Karl-Franz Busch
Karl-Franz Busch (* 22. März 1917 in Oberhausen im Rheinland; † 29. Dezember 2003 in Dresden) war ein deutscher Professor für Wasserwirtschaft.

## Leben
Karl-Franz Busch studierte ab 1946 an der Pädagogischen Fakultät der TH Dresden. Zusätzlich zu seiner Pädagogikausbildung studierte er Bauingenieurwesen an der Fakultät „Kommunale Wirtschaft“. 1949 erfolgte sein Abschluss als Diplom-Gewerbelehrer (Dipl.-Ing.) für Holz und Bauwesen.
Ab 1951 begann er eine wissenschaftliche Assistententätigkeit am Institut für Boden und Wasserwirtschaft. Im Jahre 1954 schrieb er seine Dissertation „Der Wasserhaushalt des Bodens für die Pflanzen in Abhängigkeit von den physikalischen Bodeneigenschaften und von dem Stand des Grundwassers“. Als Oberassistent arbeitete Busch auf den Gebieten der Melioration, der Abwasserbehandlung und der Wasserversorgung. 1957 habilitierte er sich mit dem Thema „Wasserversorgung in Stadt und Landwirtschaft“ an der TH Dresden. Im gleichen Jahr wurde er als Nachfolger seines Lehrers, Ferdinand Zunker, auf den Lehrstuhl für Wasserwirtschaft und landwirtschaftlichen Wasserbau an der TH Dresden berufen sowie zum Direktor des Institutes für Boden und Wasserwirtschaft ernannt. Ab 1961 übernahm er die Leitung des Lehrstuhls für Siedlungswasserwirtschaft.
Er war maßgeblich an der Gründung der Sektion Wasserwesen im Jahr 1968 beteiligt, deren Struktur sich in der Fachrichtung Wasserwesen der TU Dresden widerspiegelt und die bis heute einzigartig an einer deutschen Universität ist. Professor Busch leitete die Sektion bis zu seinem Ruhestand 1982. Dabei betreute er 131 Dissertationen und 36 Habilitationen.
Die Bergakademie Freiberg verlieh ihm 1977 den Titel eines Doktoringenieurs ehrenhalber aufgrund seiner Verdienste um die Rationalisierung der Tagebauentwässerung. Er war Mitglied der Sächsischen Akademie der Wissenschaften zu Leipzig. 1983 erhielt er die Ehrenplakette des Ministers für Hoch- und Fachschulwesen der DDR für „Verdienste um die Hoch- und Fachschulfortbildung“.
Karl-Franz Busch wurde 1990 Ehrenvorsitzender des Dresdner Grundwasserforschungszentrums e.V. und bewies außerordentliches Engagement bei der Stiftung der „Wissenschaftlichen Schule Zunker-Busch-Luckner“, einer Einrichtung des Stifterverbandes für die Deutsche Wissenschaft.
Die Karl-Franz-Busch-Medaille ist eine Ehrung für hervorragende Leistungen im Wasserwesen. Sie kann jährlich an Studierende und Förderer der Fachrichtung Wasserwesen oder Fachleute der Wasserwirtschaft, der Hydrologie, der Hydrobiologie, der Hydrochemie, des Wasserbaus, der Abfallwirtschaft oder andere mit den Hydrowissenschaften befassten Einrichtungen verliehen werden.
Nach ihm wurde das Karl-Franz Busch Technikum benannt, die Versuchshalle der Fachrichtung Hydrowissenschaften an der TU Dresden.

## Werke (Auswahl)
- Wasserversorgung in Stadt und Landwirtschaft. Leipzig: Vlg.B.G.Teubner, 1956.
- Ingenieurtaschenbuch Bauwesen. Band 3: Boden, Wasser, Verkehr. B.G. Teubner Verlagsgesellschaft Leipzig, 1965.
- Geohydraulik.Busch, Prof. Dr.-Ing. habil. Dipl.-Gwl. Karl-Franz und Dr.-Ing. Ludwig Luckner, Leipzig VEB Deutscher Verlag für Grundstoffindustrie, 1972.
- Bautechnische Berechnungstafeln für Ingenieure. Leipzig: Teubner (Hrsg. Hans Pörschmann, Mitarbeit)
- Meyers Taschenlexikon: Bautechnik.Steiger, Prof. Dr.-Ing. Eduard und Prof. Dr.-Ing. Karl-Franz Busch (Herausgeber) . Leipzig: Bibliographisches Institut 1976.
- Ingenieurökologie.Herausgegeben von Karl.Franz Busch, Dietrich Uhlmann und Günther Weise. Gebundene Ausgabe – 1983, Verlag: Jena, VEB Custav Fischer Verlag (1983)
- Wasser. Leipzig: Bibliographisches Institut 1985. (Hrsg.)